# Hemicyoninae
Hemicyoninae — викопна підродина ведмедевих. Ці тварини жили в Європі, Північній Америці, Африці й Азії протягом епохи від олігоцену до міоцену 33,9–5,3 Ma. Іноді їх відносять до окремої родини.